# Feliciano López
Feliciano López Diaz-Guerra (født 20. september 1981 i Toledo, Spanien) er en spansk tennisspiller, der blev professionel i 1997. Han har igennem sin karriere (pr. september 2010) vundet to single- og én doubletitel, og hans højeste placering på ATP's verdensrangliste er en 20. plads, som han opnåede i januar 2005. Hans enlige sejr kom ved ATP-turneringen i Wien i 2004, hvor han i finalen besejrede argentineren Guillermo Cañas.

## Grand Slam
López' bedste Grand Slam resultater er to kvartfinaler ved Wimbledon, i henholdsvis 2005 og 2008.